# Parc quasi national de Nishi-Chūgoku Sanchi
Le parc quasi national de Nishi-Chūgoku Sanchi (西中国山地国定公園, Nishi-Chūgoku Sanchi Kokutei kōen) est un parc quasi national situé dans les préfectures de Shimane, de Hiroshima et de Yamaguchi au Japon. Créé le 10 janvier 1969, il s'étend sur 285,53 km2.